# Тіно Кадевере
Тіно Кадевере (англ. Tino Kadewere, нар. 5 січня 1996) — зімбабвійський футболіст, нападник грецького клубу «Аріс» (Салоніки) і національної збірної Зімбабве. 

## Клубна кар'єра

### Зімбабве
З 2011 по 2013 роки на молодіжному рівні виступав за футбольну команду середньої школи ім. Принца Едварда. Завершив навчання в клубі «Хараре Сіті» у 2014 році. В першій половині свого дебютного сезону в зімбабвійській Прем'єр-лізі відзначився 7-ма голами.

### Юргорден
Влітку 2015 року Кадевере віправився на перегляд до представника першого дивізіону чемпіонату Швеції «Юргорден» та представника французької Ліги 2 «Сошо». Згодом Тіно вирішив приєднатися до «Юргордена», і в серпні 2015 року перейшов до складу клубу на правах річної оренди з можливістю, по завершенню сезону, переходу на постійній основі та підписанням 4-річного контракту. 29 серпня 2015 року дебютував у складі свого нового клубу в Аллсвенскані, а вже наприкінці року шведський клуб викупив права на Кадевере. За три роки відіграв за команду з Стокгольма 48 матчів у національному чемпіонаті та забив 13 голів.

### Гавр
28 липня 2018 перейшов до клубу французької Ліги 2 «Гавр» за 2 мільйони євро. У клубі з другої за силою французької ліги став основним нападником, зокрема, забивши 18 голів у перших 20 матчах сезону Ліги 2 2019/20.
Своєю грою привернув увагу представників клубу Ліги 1 «Ліон», які 22 січня 2020 викупили контракт гравця за 12 мільйонів євро та одразу віддали його в оренду назад до «Гавра» до кінця сезону.

## Виступи за збірну
Представляв збірну Зімбабве у різних вікових категоріях, U-17, U-20 та U-23. Тіно Кадевере отримав свій перший виклик до збірної Зімбабве влітку 2015 року для участі в поєдинку кваліфікації до ЧАН 2016 року проти Коморських островів. Зімбабвійці кваліфікувалися (21 червня з рахунком 2:0, а 4 липня зіграли в матчі-відповіді в нульову нічию), а Кадавере виходив на заміну в обох матчах. 
26 грудня 2016 року вперше вийшов у стартовому складі збірної Зімбабве під час товариського матчу проти Кот-д'Івуару (0-0). 
Наразі провів у формі головної команди країни 24 матчі, забив 3 голи. 
У складі збірної був учасником Кубка африканських націй 2017 року у Габоні.

## Статистика виступів

### У збірній
Станом на 3 лютого 2020 року.
| Національна збірна | Рік    | Матчі | Голи |
| ------------------ | ------ | ----- | ---- |
| Зімбабве           | 2015   | 2     | 0    |
| Зімбабве           | 2016   | 2     | 0    |
| Зімбабве           | 2017   | 1     | 0    |
| Зімбабве           | 2018   | 6     | 2    |
| Зімбабве           | 2019   | 5     | 0    |
| Усього             | Усього | 16    | 2    |

## Титули і досягнення
- Володар Кубка Швеції (1):

«Юргорден»: 2017-18